# Zürichi páncélterem
A Zürichi páncélterem (eredeti címén: Stahlkammer Zürich) egy színes, 36 részes (nyugat)-német krimisorozat, amelyet a Bavaria Film készített a WDR megbízásából 1985 és 1991 között. Az ARD esti műsorában azonban csak az 1. és 2. évad volt látható 1987 és 1989-ben. A harmadik évadot valamiért csak 10 évvel később, 2001-ben sugározta a B.TV. Magyarországon ennek ellenére a TV-1 csatorna a teljes sorozatot műsorra tűzte 1992-1993-ban, majd 1996-1997-ben a TV3 is sugározta.

## Alaptörténet
Ha a zürichi Helvetia Bank széfjéért egy ideig nem fizetik a bérleti díjat, és a tulajdonost a szokásos csatornákon nem lehet azonosítani, akkor a széf kinyitható Dr. Peter Jenny bankigazgató, Norbert Kumeron felhatalmazott aláíró, Regula Eggli ügyvezető titkár jelenlétében.
Itt kezdődik Yves Klein, banki alkalmazott kutató munkája, aki a széfek sokszor meglepő tartalma alapján próbálja azonosítani a tulajdonosokat vagy az örökösöket. Ennek érdekében az egész világot bejárja – többek között Magyarország, Olaszország, az Egyesült Államok, Brazília, Marokkó, Spanyolország, Franciaország, Venezuela, Törökország, Hollandia és Jugoszlávia területét - nehéz helyzeteket él át, és személyes sorsokban is részt vesz. Nem mindig szereti többek között ezt a munkát, mivel itt a korrupció, a kémkedés, az embercsempészet, és a maffia dolgaiba is belecsöppen.
Klein később új feladatokat kap. Utóda Roman Berger lesz (2. évad), akit viszont Carlo Stauffer (3. évad) vált.

## Szereplők
| Szerep                                | Színész                | Magyar hang                     | Magjegyzés     |
| ------------------------------------- | ---------------------- | ------------------------------- | -------------- |
| Yves Klein                            | Robert Atzorn          | Dunai Tamás                     | Az 1. évadban. |
| Roman Berger                          | Jacques Breuer         | Benkő Péter                     | A 2. évadban.  |
| Carlo Stauffer                        | Miroslav Nemec         | Sörös Sándor                    | A 3. évadban.  |
| Dr. Peter Jenny, bankigazgató         | Dieter Schaad          | Makay Sándor                    |                |
| Norbert Kumeron, banki felhatalmazott | Hans Heinz Moser       | Dengyel Iván                    |                |
| Regula Eggli, banki ügyvezető titkár  | Annelie O. Schönfelder | Jani Ildikó                     |                |
| Anne-Marie Gassner                    | Eos Schopohl           | Kolti Helga                     |                |
| Eva Biehler                           | Monika Woytowicz       | Ábrahám Edit / Prókai Annamária |                |
| Frank Biehler                         | Reiner-Horst Scheibe   | Vajda László                    |                |
| Maya Greezar                          | Despina Pajanou        | Soproni Ági                     |                |
| Bechli, banki titkárnő                | Christina Gattys       | ?                               |                |

## Epizódszereplők
| Szerep                     | Színész             | Magyar hang      | Epizódszám |
| -------------------------- | ------------------- | ---------------- | ---------- |
| Klaus Becker               | Wolf Harnisch       | Velenczey István | 1.         |
| Enrico Massimo             | Mario Donatone      | Beregi Péter     | 1.         |
| Enrico Nestler             | Werner Abrolat      | Kenderesi Tibor  | 2.         |
| Monsieur Corbal            | Dieter Rupp         | Galkó Balázs     | 2.         |
| Esztényi János             | Gönczöl János       |                  | 2.         |
| Jean-Marie Morestan        | Michael Rosie       | Fekete Zoltán    | 2.         |
| Szurka, kiadó              | Gera Zoltán         |                  | 2.         |
| Ócsai fogadós              | Bata János          |                  | 2.         |
| Magyar taxisofőr           | Győry Emil          |                  | 2.         |
| Hausermann főhadnagy       | Christoph Gerhardt  | Both András      | 5.         |
| Anna Breza                 | Beata Tyszkiewicz   | Dallos Szilvia   | 7.         |
| Andreas Breza              | Pascal Breuer       | Alföldi Róbert   | 7.         |
| Paros                      | Fernando Repitzky   | Galkó Balázs     | 12.        |
| Borgo, a sekrestyés        | Beppe Chierici      | Helyey László    | 13.        |
| Clara, Borgo lánya         | Gabriella Saitta    | Dudás Eszter     | 13.        |
| Kína-szakértő professzornő | Marie Bardischewski | Csűrös Karola    | 17.        |

## Epizódok
Az első hazai sugárzásnál az MTV nem mindig az eredeti sorrend szerint sugározta a részeket. Magyarországon elsőként az 1000 karát lelkiismeret című 3. részt sugározták 1992. január 6-án.

### 1. évad
Yves Klein-nel
| Epizódszám | Cím                         | Német bemutató       | Magyar bemutató     |
| ---------- | --------------------------- | -------------------- | ------------------- |
| 1.         | Tabun és zöld kövek         | 1987. július 9.      | 1992. február 13.   |
| 2.         | Hamis hangok                | 1987. július 16.     | 1992. március 11.   |
| 3.         | 1000 karát lelkiismeret     | 1987. július 23.     | 1992. január 6.     |
| 4.         | Annuziata                   | 1987. július 30.     | 1992. február 27.   |
| 5.         | A zenélő óra                | 1987. augusztus 6.   | 1992. március 30.   |
| 6.         | Komputertrükk olasz módra   | 1987. augusztus 13.  | 1992. április 17.   |
| 7.         | Hölgy tájképpel             | 1987. augusztus 20.  | 1992. április 29.   |
| 8.         | Nincs vége Casablancában    | 1987. augusztus 27.  | 1992. május 13.     |
| 9.         | Túl nagy nekifutás          | 1987. szeptember 10. | 1992. május 20.     |
| 10.        | A Nibelungok kincse         | 1987. szeptember 27. | 1992. június 13.    |
| 11.        | A szőnyegkereskedő-nő       | 1987. szeptember 24. | 1992. június 23.    |
| 12.        | La Magnifica                | 1987. október 1.     | 1992. július 15.    |
| 13.        | Monte Galdano sekrestyése   | 1987. október 8.     | 1992. július 27.    |
| 14.        | Levél Messinából            | 1987. október 15.    | 1992. augusztus 6.  |
| 15.        | A Lancione-ügy              | 1987. október 22.    | 1992. augusztus 26. |
| 16.        | Hol van Morino?             | 1987. október 29.    | 1992. szeptember 6. |
| 17.        | Hong-Kong - Kína, és vissza | 1987. november 5.    | 1992. október 4.    |
| 18.        | Tévedés következményekkel   | 1987. december 11.   | 1992. október 18.   |

### 2. évad
Roman Berger-rel
| Epizódszám | Cím                    | Német bemutató    | Magyar bemutató    |
| ---------- | ---------------------- | ----------------- | ------------------ |
| 19.        | A kék királynő         | 1989. február 16. | 1992. november 1.  |
| 20.        | Matrózszerelem         | 1989. február 23. | 1992. november 15. |
| 21.        | Varázslatos örökség    | 1989. március 2.  | 1992. november 29. |
| 22.        | Az alibi               | 1989. március 9.  | 1992. december 13. |
| 23.        | Az áltestvér           | 1989. március 16. | 1993. január 17.   |
| 24.        | Menekülés Torontóba    | 1989. március 23. | 1993. január 30.   |
| 25.        | A holtak nem örökölnek | 1989. március 30. | 1993. február 28.  |
| 26.        | Általánydíj Caracasban | 1989. április 6.  | 1993. március 27.  |
| 27.        | A dzsungel szélén      | 1989. április 13. | 1993. február 14.  |
| 28.        | Fej és írás            | 1989. április 20. | 1993. május 2.     |
| 29.        | Egy boxoló szíve       | 1989. április 27. | 1993. március 14.  |
| 30.        | Ó-burgundi             | 1989. május 4.    | 1993. április 18.  |

### 3. évad
Carlo Stauffer-rel

(Megjegyzés: Magyarországon jóval hamarabb mutatták be, mint Németországban.)
| Epizódszám | Cím                  | Német bemutató    | Magyar bemutató  |
| ---------- | -------------------- | ----------------- | ---------------- |
| 31.        | Az elkallódott fiú   | 2001. január 12.  | 1993. június 20. |
| 32.        | Blues New Orleansban | 2001. január 19.  | 1993. május 23.  |
| 33.        | Az Adria kincse      | 2001. január 26.  | 1993. július 11. |
| 34.        | Veszélyes áru        | 2001. február 2.  | 1993. július 31. |
| 35.        | Két nő Texasban      | 2001. február 9.  | 1993. június 12. |
| 36.        | Egy hamis kép        | 2001. február 16. | 1993. július 4.  |

## Érdekesség
- A 2. rész (Hamis hangok) cselekménye játszódik részben Magyarországon budapesti, ócsai és szentendrei helyszíneken, utóbbi Szolnokként jelenik meg a filmben. Az epizódban olyan hazai színészek is feltűnnek, mint Gönczöl János, Gera Zoltán, Bata János, vagy Győry Emil, azonban valamiért csak Gönczöl János neve szerepel a stáblistán.
- A 3. évadot 1991-ben forgatták, de Németországban valamiért csak 10 évvel később, 2001-ben mutatták be, Magyarországon viszont már 1993-ban sikerült bemutatni, tehát a magyar közönség 8 évvel korábban láthatta ezeket a részeket, mint a német közönség.

## Fordítás
- Ez a szócikk részben vagy egészben  a   Stahlkammer Zürich című német Wikipédia-szócikk fordításán alapul.  Az eredeti cikk szerkesztőit annak laptörténete sorolja fel. Ez a jelzés csupán a megfogalmazás eredetét és a szerzői jogokat jelzi, nem szolgál a cikkben szereplő információk forrásmegjelöléseként.